# Liga de la Justicia: Dioses y monstruos
Liga de la Justicia: Dioses y monstruos una película de superhéroes animada de 2015 directamente para video que incluye al equipo de superhéroes de DC Comics, la Liga de la Justicia. Se estrenó como descarga digital el 21 de julio de 2015 y lanzado en DVD y Blu-ray el 28 de julio de 2015.

## Historia
En un universo alternativo, la Liga de la Justicia es una fuerza brutal que mantiene el orden en la Tierra. Este universo tiene sus propias versiones de Superman, Batman y Wonder Woman
- La versión de este universo de Superman es Hernán Guerra. Él es el hijo del General Zod quien reemplazó su ADN por el de Jor-El en la máquina donde se estaba por gestar al bebé fruto de la unión de Kara y su enemigo, razón por la cual su rostro difiere del Superman/Kal-el conocido. Fue enviado a la Tierra como un niño y criado por una familia de granjeros inmigrantes honorables y trabajadores. Tener que atravesar los problemas que los inmigrantes ilegales tienen en Estados Unidos le lleva a volverse temperamental y alejado de la humanidad.

- Batman es el Dr. Kirk Langstrom, un científico que, después de graduarse en la universidad, se transformó inadvertidamente en una forma de pseudo-vampiro en un intento por curar su cáncer, alimentándose de los delincuentes para satisfacer su hambre después de que comienza a devorar su humanidad.

- Wonder Woman es Bekka, una Nueva Diosa y la viuda del hijo de Darkseid, Orión, que huyó de Apokolips usando una caja madre-espada después de que el Nuevo Dios Highfather supuestamente había orquestado un matrimonio entre ella y el hijo de Darkseid, Orión, para unir a las familias de Nuevo Génesis y Apókolips, pero todo fue una trampa en la que los dioses asesinaron a Darkseid y sus hijos con la excusa de conseguir la paz duradera. Por lo que decide abandonar su hogar e ir a la tierra.

La irresponsabilidad de Liga de la Justicia es desafiada finalmente por los gobiernos del mundo debido a las muertes sospechosas de tres científicos de renombre: Victor Fries, al que le drenaron la sangre en el Ártico, Ray Palmer, que fue cortado en dos con un arma blanca, con su coche teniendo huellas de un zapato de tacón alto, y Silas Stone, quien fue quemado vivo por una explosión de energía de visión calórica, junto a su joven hijo Victor. Los verdaderos asesinos son criaturas robóticas y oscuras con las apariencias y atributos iguales a los de la Liga de la Justicia, junto con habilidades de teletransporte de tubo.
Mientras las sospechas caen sobre la Liga de la Justicia, la Presidenta Amanda Waller pide que cooperen con la investigación del gobierno. Wonder Woman habla con Steve Trevor para descubrir lo que sabe el gobierno mientras Superman invita a Lois Lane a la sede de la Liga de Justicia, en la que le dice de sus metas para ayudar a la humanidad, y revela lo poco que sabe sobre Kryptón o de su herencia.
Batman se investiga a sí mismo y descubre un correo electrónico en el ordenador de Silas, que fue enviado a un número de científicos incluyendo a Will Magnus, compañero de la universidad de Kirk que ayudó a su transformación. Batman le pregunta a Magnus sobre el "Proyecto Juego Limpio", que involucró a todos los científicos bajo el mando de Lex Luthor, pero Magnus no le dice nada. Más tarde, Batman localiza a todos los científicos restantes discutiendo la amenaza inminente, cuando son atacados por los asesinos robóticos, que viajan a través de tubos. Aunque los otros miembros de la Liga intervienen, los asesinos matan a los científicos restantes y escapan, con Magnus siendo severamente mutilado y el único sobreviviente del ataque.
La Liga de la Justicia lleva a Magnus a su sede para recuperarse, mientras Superman vuela al espacio hasta un satélite, donde vive Luthor. Luthor revela que el "Proyecto Juego Limpio" es un programa de armas para destruir a la Liga si es necesario, al mismo tiempo que revela que conservó toda la información restante de Kryptón de la cápsula de Superman, y le dice la verdad acerca de Zod. Luthor le dice a Superman que Waller tiene los archivos originales, y mientras Superman se va, un asesino aparece y destruye el satélite. Mientras Superman mira en estado de shock, Trevor le muestra imágenes satelitales de la explosión y la presencia de Superman a Waller, y ella toma represalias con el "Proyecto Juego Limpio", que consta de tropas y vehículos armados con armas impulsadas por radiación solar roja.
Superman y Wonder Woman se enfrentan al ejército en su puerta mientras Batman se queda dentro de la sede en la que activa el campo de fuerza, esperando que una vez que Magnus se recupere, pueda exculpar a la Liga. De repente, Batman es atacado por Platino de los Hombres de Metal que Magnus había disfrazado como su esposa. Con Batman contenido por Hojalata, Platino revive a Magnus, que revela haber planeado inculpar a la Liga, con nanocitos que mejoran sus poderes físicos a niveles sobrehumanos. Los asesinos son de hecho los Hombres de Metal, que aparecen con un arma. Magnus le dice a Batman que pretende utilizar una bomba de nanocitos para lavarle el cerebro a la humanidad para que funcionen como una colectividad. Él le revela a Batman que mató accidentalmente a su esposa Tina en un ataque de rabia una noche. Él sabía que ella amaba en secreto a Kirk, y estaba cansado de que constantemente le molestara para encontrar una cura para la enfermedad de Kirk. Magnus la reemplazó con Platino y se unió al "Proyecto Juego Limpio" poco después, para utilizar sus recursos para unir a la humanidad en una mente colectiva ya que siente que sus acciones demuestran que la humanidad no merece continuar si incluso un hombre brillante y racional como él puede hacerle eso a su propia esposa.
Mientras Magnus prepara su arma, Lex Luthor se teletransporta de repente en medio de la batalla y le dice a todos que ha descubierto el plan de Magnus. En el interior, Batman aprovecha una oportunidad para bajar el campo de fuerza y la Liga de la Justicia lucha contra Magnus y los Hombres de Metal. Al final, salen victoriosos y un Magnus lamentado se suicida al desintegrarse con nanocitos.
Una semana más tarde, la Liga de la Justicia ha sido clarificada y el mundo, junto con Lois Lane, los ve de manera diferente. Bekka decide dejar la Liga de la Justicia para hacer frente a su pasado junto a Lex Luthor, que quiere explorar otras realidades tras aburrirse de esta realidad. Al salir a través de un tubo, Lex Luthor le da a Superman todos los datos de Kryptón y le dice que sea un "verdadero héroe". La película termina con Superman y Batman decidiendo trabajar con los datos de inmediato para ayudar a la humanidad.

## Reparto
- Benjamin Bratt como Hernán Guerra / Superman.
- Michael C. Hall como Kirk Langstrom / Batman.
- Tamara Taylor como Bekka / Wonder Woman.
- Paget Brewster como Lois Lane.
- C. Thomas Howell como Will Magnus.
- Jason Isaacs como Lex Luthor.
- Dee Bradley Baker como Ray Palmer, Hojalata.
- Eric Bauza como Ryan Choi, Stephen Shin.
- Larry Cedar como Pete Ross.
- Richard Chamberlain como Highfather.
- Trevor Devall como Emil Hamilton.
- Dan Gilvezan como Pat Dugan.
- Grey DeLisle como Tina/Platino.
- Daniel Hagen como Doctor Sivana.
- Penny Johnson Jerald como la Presidenta Amanda Waller.
- Josh Keaton como Orión.
- Arif S. Kinchen como Michael Holt, Tigre de Bronce.
- Yuri Lowenthal como Jor-El, Jimmy Olsen.
- Carl Lumbly como Silas Stone.
- Jim Meskimen como Victor Fries.
- Taylor Parks como Victor Stone.
- Khary Payton como John Henry Irons, Abuela Bondad, Asaltante.
- Tahmoh Penikett como Steve Trevor.
- Andrea Romano como Jean Palmer.
- André Sogliuzzo como Policía, Darkseid, Sr. Guerra
- Bruce Thomas como el General Zod.
- Lauren Tom como Lara.
- Marcelo Tubert como Blockbuster.
- Kari Wahlgren como Karen Beecher, Livewire.

## Equipo de producción
- Andrea Romano - Directora de reparto y voz

## Recepción crítica
Kofi Outlaw de Screenrant.com le dio a la película 5 de 5 estrellas, elogiando la escritura de Timm y Burnett, las nuevas versiones de la Trinidad de DC, las escenas de lucha y los personajes y la llamó "imprescindible de ver para cualquier fan de DC".  Joshua Yehl de IGN le dio a la película un 8.9/10 elogiando el excelente concepto, la historia de origen de Wonder Woman, la actuación de voz y el uso de la violencia.